# Sonderriet
Sonderriet ist ein Ortsteil von Wertheim im Main-Tauber-Kreis in Baden-Württemberg. Die Ortschaft hat 478 Einwohner.

## Geographie

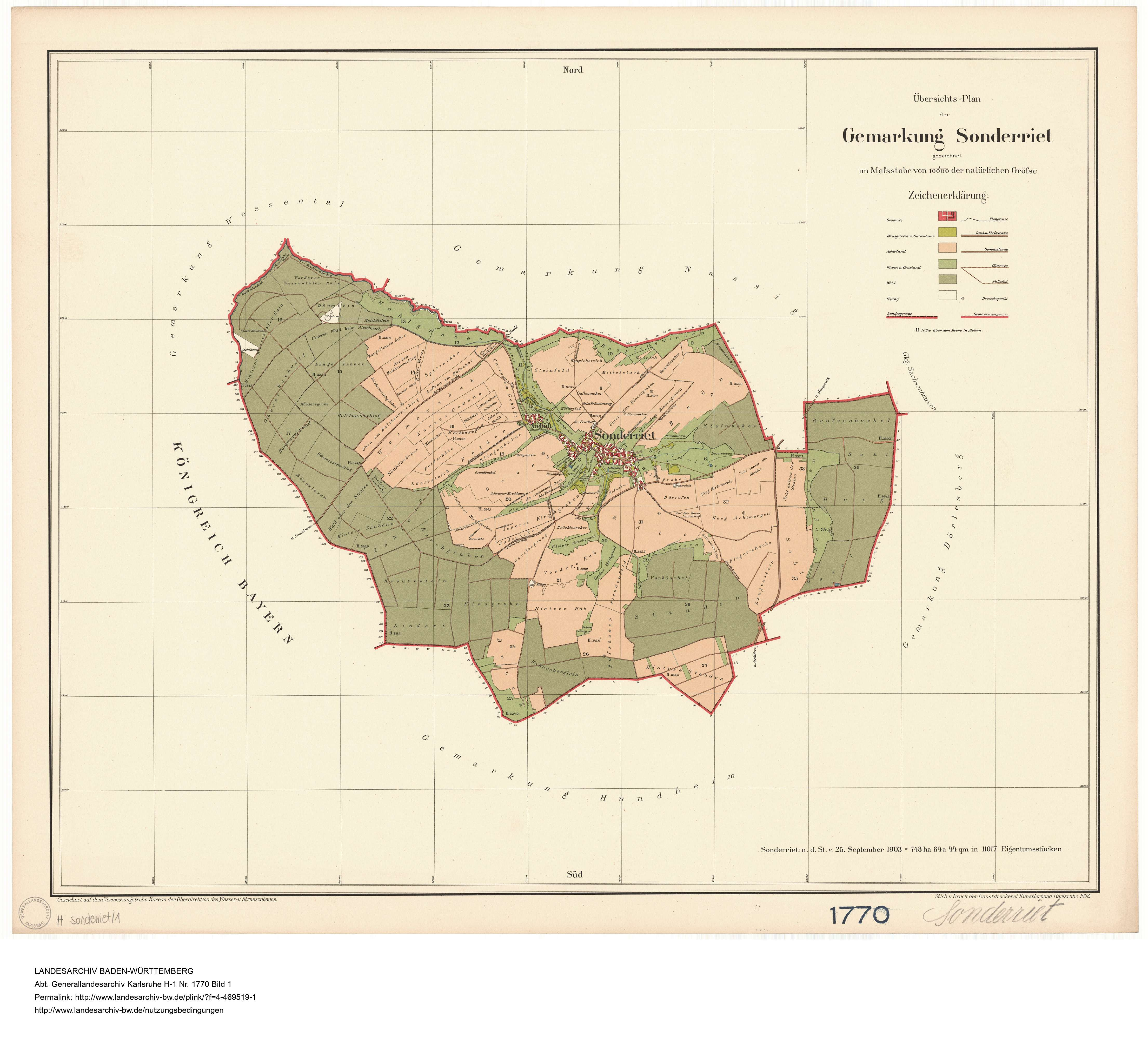
Gemarkung von Sonderriet, 1903

Sonderriet liegt etwa zehn Kilometer von Wertheim entfernt im Nordosten des Bundeslandes Baden-Württemberg an der Grenze zu Bayern. Die an Sonderriet angrenzenden Orte sind Nassig, Sachsenhausen, Dörlesberg (alle Ortsteile von Wertheim), Hundheim, Wessental (zu Freudenberg gehörend) und das bayrische Neunkirchen.

## Geschichte

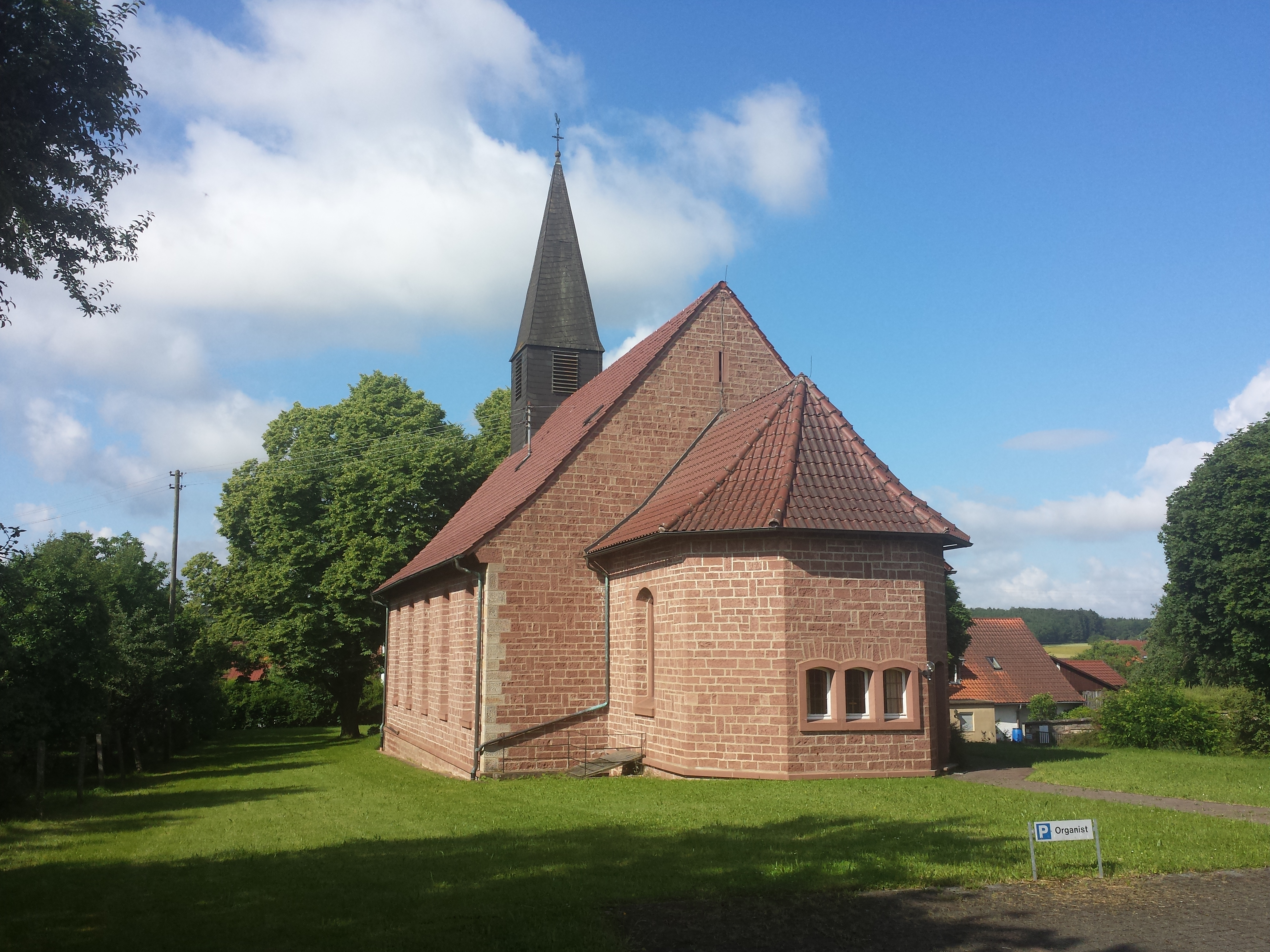
Friedenskirche in Sonderriet

Im Rahmen eines Vergleichs zwischen dem Wertheimer Grafen Poppo II. und dem Kloster Bronnbach wird Sinderrieth 1226 erstmals erwähnt. Poppo II. setzte seine Besitztümer Reicholzheim und Sinderrieth als Garantie für eine Vereinbarung mit dem Kloster ein. Er verzichtete auf eine Burg bei Reicholzheim und im Gegenzug verpflichtete sich das Kloster, den angesprochenen Berg nicht zu verkaufen oder selbst mit einer Burg zu bebauen.
Konrad von Boxberg verkaufte dem Kloster Bronnbach seine Güter in Sonderriet am 22. Februar 1310. 1424 erteilte Graf Johann Sonderriet eigene Rechtssatzungen und Rechtsgebräuche. In einem Lehnbrief gestand Graf Johann III. von Wertheim im März 1485 dem Ritter Eberhard Klinckhard zu, auch in Sonderriet Zins auf Äcker und Grünland zu erheben.
1621 zählte Sonderriet „27 Töchter, 33 Knaben und Knechte, 31 Weiber und Witwen sowie 30 Mannspersonen“. 1741 verursachte ein Unwetter erhebliche Hagelschäden in Sonderriet und den angrenzenden Dörfern. Das Ende des 18. Jahrhunderts erbaute Rat- und Schulhaus wurde nach mehrmaligem Umbau im Jahr 1979 abgerissen. 1870 erwarb Sonderriet eine „Handspritze zum Tragen“ und zahlte dafür 17 Gulden und 33 Kreuzer an den Feuerspritzenverband Nassig.
Das Dorf gehörte seit dem Mittelalter zur Grafschaft Wertheim, geriet aber, wie der Großteil der Grafschaft, durch die Rheinbundakte 1806 unter die Landeshoheit des Großherzogs von Baden und wurde dem Amt Wertheim unterstellt. Mit der Auflösung des Bezirksamts Wertheim im Jahr 1936 zählte die Gemeinde zum Amts- und Landkreis Tauberbischofsheim (heute Main-Tauber-Kreis).
Sonderriet wurde am 1. Januar 1972 in die Stadt Wertheim eingegliedert. Zu dieser Zeit hatte das Dorf 497 Einwohner; Ende 1995 waren es 509.

### Wappen
Sonderriet führt sein ehemaliges Gemeinde-Wappen seit 1960. Es zeigt in einem blauen, gespaltenen Schild in der linken Hälfte eine goldene (gelbe) Rose, die ein Hinweis auf die Zugehörigkeit zur Grafschaft Wertheim ist. In der rechten Schildhälfte zeigt das Wappen in silber (weiß) auf blauem Wellenschildfuß zwei schwarze Schilfrohrkolben, welche den Ortsnamen (Ried = Moorgebiet) versinnbildlichen sollen.

## Persönlichkeiten
- Martin Henglein (1882–1963), Mineraloge